# Laurin & Klement S
Laurin & Klement S byl osobní automobil vyráběný automobilkou Laurin & Klement od roku 1911 do roku 1924. Vyrábělo se několik rozdílných typů, první byl Sa, poslední Sp. Všechny typy měly řadový čtyřválec SV uložený vpředu s pohonem zadních kol, další technické údaje se lišily.

## Sa

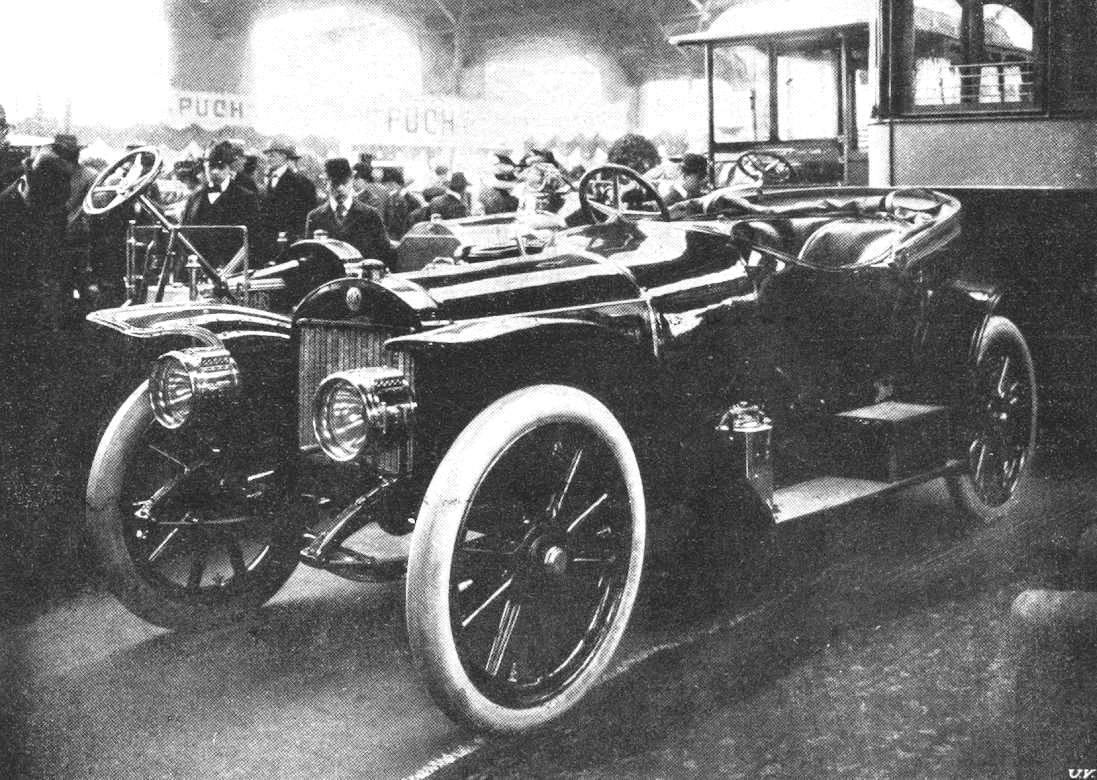
Laurin & Klement Sa na pražském autosalonu 1911

- Objem: 1771 cm³
- Výkon: 10 kW (14 koní)
- Vrtání × zdvih: 70 mm × 115 mm
- Maximální rychlost: 50 – 60 km/h
- Převodovka: třístupňová
- Rozvor: 2688 mm
- Rozchod 1200 mm/1200 mm
- Hmotnost: 850 — 980 kg
- Rok výroby: 1911 — 1912
- Vyrobeno: 106 aut

## Sb
- Objem: 1771 cm³
- Výkon: 12 kW (16 koní)
- Vrtání × zdvih: 70 mm × 115 mm
- Maximální rychlost: 50 – 60 km/h
- Převodovka: čtyřstupňová
- Rozvor: 2688 mm
- Rozchod 1200 mm/1200 mm
- Rok výroby: 1912
- Vyrobeno: 100 aut

## Sc
Laurin & Klement Sc se vyráběl mezi lety 1912 — 1913, vyrobilo se 105 aut. Technicky se nelišil od vozu Sb.

## Sd
- Rok výroby: 1913
- Vyrobeno: 120 aut

## Se
- Rok výroby: 1913 – 1914
- Vyrobeno: 102 aut

## Sg

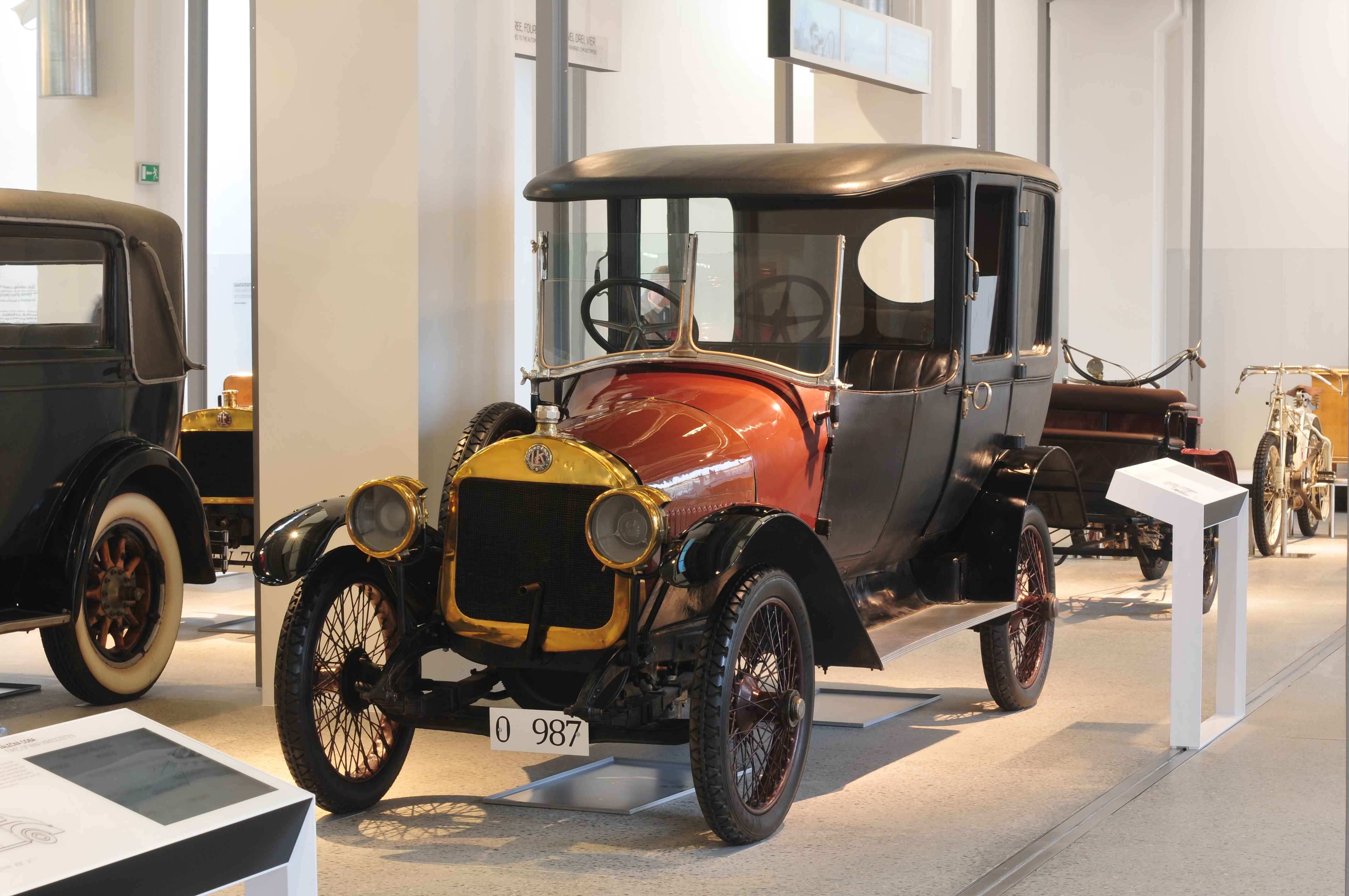
Laurin & Klement Sg landaulet (1911)

- Objem: 1847 cm³
- Výkon: 15 kW (20 koní)
- Vrtání × zdvih: 70 mm × 120 mm
- Maximální rychlost: 55 –65 km/h
- Převodovka: čtyřstupňová
- Rozvor: 2788 mm
- Rozchod 1200 mm/1200 mm
- Rok výroby: 1914
- Vyrobeno: 361 aut

## Sh
- Objem: 2065 cm³
- Výkon: 18 kW (24 koní)
- Vrtání × zdvih: 74 mm × 120 mm
- Maximální rychlost: 60 km/h
- Převodovka: čtyřstupňová
- Rozvor: 3050 mm
- Rozchod 1200 mm/1200 mm
- Rok výroby: 1914 – 1915
- Vyrobeno: 100 aut

## Sk
- Rok výroby: 1914 – 1917
- Vyrobeno: 40 aut

## Si
- Rok výroby: 1916 – 1921
- Vyrobeno: 216 aut

## Sm
- Rok výroby: 1920 – 1921
- Vyrobeno: 3 auta

## So

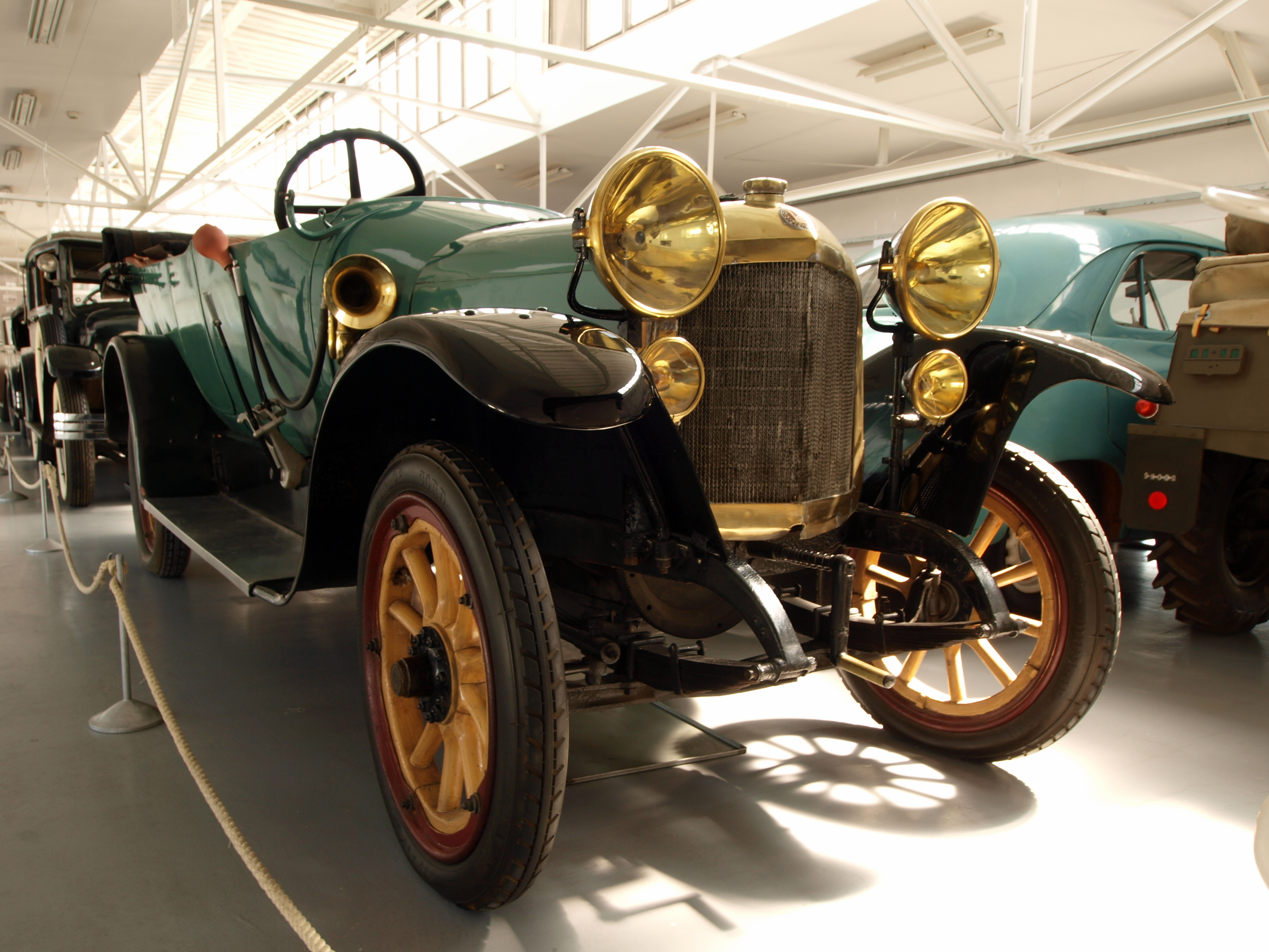
Laurin & Klement So/200

- Objem: 2413 cm³
- Výkon: 28 kW (38 koní)
- Vrtání × zdvih: 80 mm × 120 mm
- Maximální rychlost: 65 km/h
- Převodovka: čtyřstupňová
- Rozvor: 3150 mm
- Rozchod 1200 mm/1200 mm
- Rok výroby: 1920 – 1924
- Vyrobeno: 563 aut

## Sp

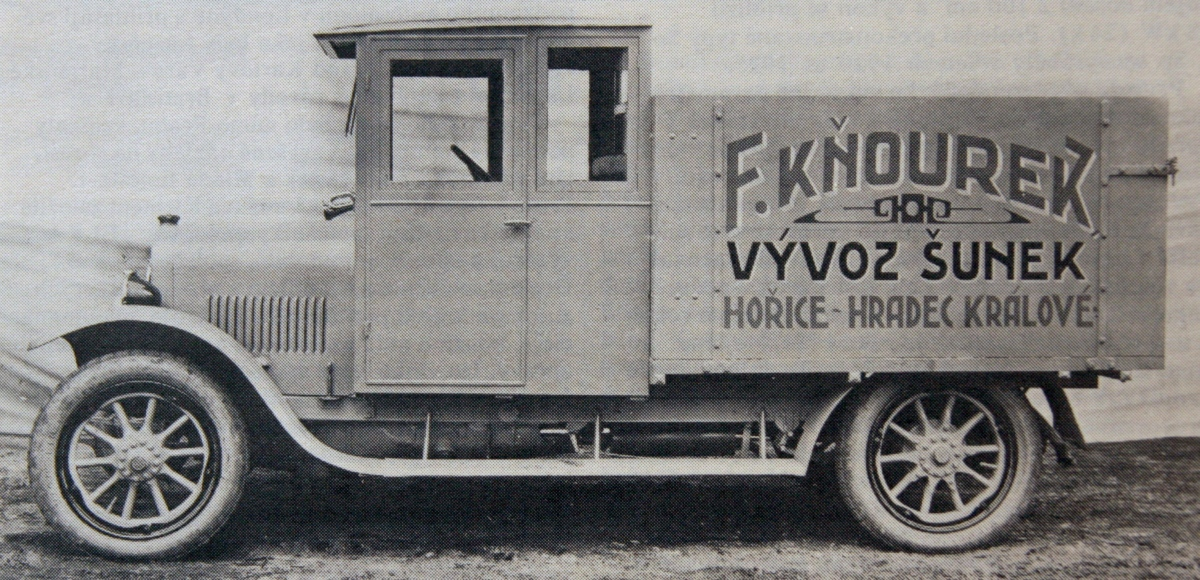
L&K typ Sp firmy F. Kňourek, počátek 20. let.

- Objem: 2413 cm³
- Výkon: 22 kW (30 koní)
- Vrtání × zdvih: 80 mm × 120 mm
- Maximální rychlost: 75 km/h
- Převodovka: čtyřstupňová
- Rozvor: 3220 mm
- Rozchod 1200 mm/1200 mm
- Rok výroby: 1923 – 1924
- Vyrobeno: 37 aut